# Rubén Gallego

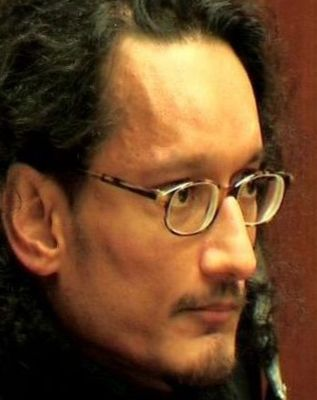
Rubén Gallego (2005)

Rubén David González Gallego (russisch Рубен Давид Гонсалес Гальего; * 20. September 1968 in Moskau) ist ein russischer Schriftsteller spanischer Herkunft, der mit seinen erschütternden Memoiren Weiß auf Schwarz bekannt wurde, die den Russischen Booker-Preis gewannen.
Er litt von klein auf an Infantiler Zerebralparese. Auf Druck seines Großvaters Ignacio Gallego, der Mitglied des Exekutivkomitees der spanischen Kommunisten war, wurde er von seiner im russischen Exil lebenden Mutter getrennt und musste in Waisenhäusern unter übelsten Bedingungen vegetieren. Er kämpfte sich aber durch und konnte in den Wirren der Perestroika 1990 mit Hilfe einer Pflegerin, seiner späteren ersten Frau, entkommen. Er studierte Jura und Anglistik und wurde Computerspezialist, traf seine Mutter wieder und wurde Vater. Später lebte er in Freiburg im Breisgau, bevor er nach Washington, D.C. zog.
Er ist nicht unter seinem eigentlichen Nachnamen González, sondern als „Gallego“ bekannt.